# 6830 Johnbackus
6830 Johnbackus este un asteroid din centura principală, descoperit pe 5 mai 1991, de Satoru Ōtomo și Osamu Muramatsu.